# 새살림거리
새살림거리는 조선민주주의인민공화국 평양직할시 동대원구역에 위치하고 있다.

## 주요 시설

### 새살림거리 메인 타워
새살림거리 메인 타워는 조선민주주의인민공화국 평양직할시 동대원구역에 위치하고 있다.
김형직사범대학, 조선적십자종합병원이 이 거리에 있다.